# Bindenschild

Der Bindenschild mit Erzherzogshut
Privilegium maius. Titelseite des für Kaiser Maximilian I. angefertigten Exemplars, 1512

Der Bindenschild, die silberne Binde (Balken) auf rotem Feld, ist ursprünglich das Wappen der Vorgänger der Babenberger. Die Farben der Habsburger und Österreichs leiten sich daraus her, und es ist auch in zahlreichen anderen Wappen enthalten.

## Zur Benennung
Von „Bindenschild“ spricht man in der Heraldik (Wappenkunde) und Vexillologie (Flaggenkunde) nur in Bezug auf dieses geschichtsträchtige Symbol: Der heutige Balken war ursprünglich eine schmalere Binde.
Die streng-gleichmäßige Dreigliederung tritt dann ab dem Hochmittelalter und ihrer formalisierten Heraldik auf. Hinweise zur Namenswahl stehen auch hier.
Die Farben werden auch Rot-Weiß-Rot genannt, eine Trikolore, die sich auch in anderen Staatsflaggen findet.

## Geschichte

### Herkunft von Rot-Weiß-Rot
Um die Entstehung des rot-weiß-roten Familienwappens (Hauswappens) der Babenberger gab es verschiedene Thesen. Die nach dem neuesten Forschungsstand heute gültige These von dem Historiker Hermann Wiesflecker ist die, nach der der Bindenschild ursprünglich auf die rot-weiß-rote Lehensfahne der Eppensteiner zurückgeht, denn als dieses Geschlecht 1122 ausstarb, vererbte es sein Eigengut und Friauler Lehenschaften samt seiner Lehensfahne an die steirischen Traungauer, und als diese um 1138 ausstarben, vererbten diese es an ihre nächsten Verwandten, die steirischen Otakare, weiter, die es wiederum bei ihrem Aussterben 1192 an die österreichischen Babenberger, Herzöge von Österreich, weitervererbten. So kam der Bindenschild vom Herzogtum Schwaben über Kärnten nach Friaul und von dort mit dem Erbe der Eppensteiner und der Otakare von Cordenons-Pordenone über die Steiermark nach Österreich. In der Geschichte gab es noch folgende Thesen:

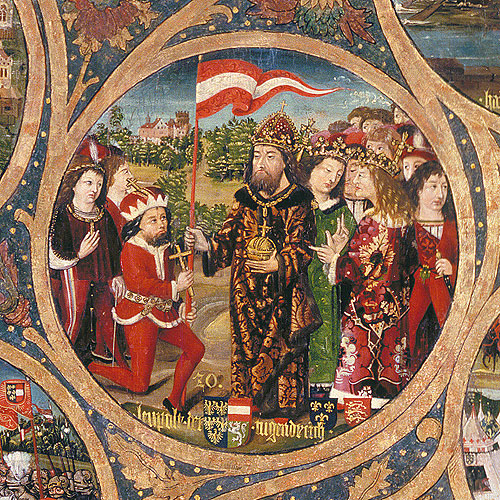
Herzog Leopold V. von Babenberg (links kniend) empfängt die rot-weiß-rote Reiterfahne von Kaiser Heinrich VI.

1. Die bekannteste Legende ist die, dass der Bindenschild bei der Belagerung von Akkon (1189–1191) im Dritten Kreuzzug entstand, an dem auch der Babenberger Herzog Leopold V., der Tugendhafte (1157–1194) – nicht unbedingt mit Begeisterung – teilnahm. Es heißt, nach der Schlacht soll sein weißes Gewand völlig blutgetränkt gewesen sein, bis auf einen weißen Streifen (die „Binde“), wo er den Schwertgurt trug. Heinrich VI. soll ihm in diesem Jahr 1191 zur Verewigung des Heldenmutes das Wappen verliehen haben. Das Gewand soll noch bis ins 16. Jahrhundert aufbewahrt worden sein, zuerst in Maria Enzersdorf, dann in Perchtoldsdorf, und erst um 1683 in der zweiten Türkenbelagerung verschollen sein.[6]
Die Geschichte findet sich schon in einer Urkunde um 1260, dann in der Chronik von den 95 Herrschaften des Leopold Stainreuter, des Kaplans Albrecht III. um 1394, und wird auch im Babenberger-Stammbaum (um 1490) abgebildet.[7] Diese alten Quellen gelten heute aber als wenig glaubhaft, und dürften politisch motiviert sein.[3] Ihre Prominenz wurde auch durch das kaiserliche Patent vom 6. August 1806 wiedergestärkt, in dem das neue Wappen der k.u.k. Monarchie festgelegt wurde, und ausdrücklich auf diese Legende Bezug genommen wird.
2. Herzog Friedrich II., der Streitbare (1211–1246) habe nach einem Streit mit seinen Siegelverwahrern, den Kuenringern, die es nicht herausgeben wollten, ein neues, unverwechselbares Siegel verfertigen lassen.
Die Version geht auf Chrysostomus Hanthaler, den Prior des Klosters Lilienfeld zurück und datiert ins mittlere 18. Jahrhundert.
3. Das Rot-Weiß-Rot stamme von den Grafen von Poigen-Hohenburg-Wildberg (Poigen im niederösterreichischen Bezirk Horn). Die Babenberger hätten es – noch vor 1210 – von diesen, nach deren Aussterben, zusammen mit deren Lehen übernommen.[8]
Karl Lechner, ehemaliger Landeshistoriker von Niederösterreich gilt als Urheber dieser Hypothese.
4. Der Bindenschild könnte schon früher ein Babenbergisches Zeichen gewesen sein. Auf einer Federzeichnung der Schlacht am Regen 1105 wird Leopold III., der Heilige (1073–1136) mit einem dreigeteilten Schild dargestellt.[9]
Diese Version stammt von Andreas Kusternig (NÖ Landesregierung, Abteilung Kultur und Wissenschaft). Die Wappenfarben sind aber nicht dargestellt.[10] Die Darstellung Leopolds im Fenster des Brunnenhauses in Heiligenkreuz datiert um 1290 und ist eine spätere, schon habsburgische Zuschreibung.

Bindenschild Friedrich II., Reitersiegel, 1230

Wie auch immer dieses Wappen entstand, ab der Mitte des 13. Jahrhunderts führten die Babenberger den silbernen Balken auf rotem Grund als Familienwappen, und nur dieses wird in der Heraldik als Bindenschild bezeichnet.
- Als früheste Quelle gilt ein wächsernes Amtssiegel an einer Urkunde vom 30. November 1230, die Privilegien des Stifts Lilienfeld bestätigt. Es ist beschädigt und zeigt keine Farben. Dargestellt ist ein dreieckiger Reiterschild.[3] Ein besser erhaltenes Siegel datiert 1236 (Stiftsarchiv von Heiligenkreuz).[11]
- Die Farben bestätigen sich in zeitgenössischen Berichten von der Schwertleite des Friedrich II. am 2. Februar 1232 in rot-weiß-roter Festkleidung im Wiener Schottenkloster (Bischof Gebhard von Passau, 1232, Fürstenbuch des Jans der Enikel, um 1280).[3]

Sturmfahne der Kreuzzüge

Die Farbwahl dürfte – darin liegt vielleicht ein wahrer Kern der Akkon-Legende – mit der alten Reichssturmfahne des Heiligen Römischen Reiches für die Kreuzzüge, dem silbernen Kreuz auf rotem Grund, in Zusammenhang stehen. Dessen Farben waren in dieser Zeit, als sich die europäische Heraldik zur Blüte entwickelt, sehr populär. 1237 bekommt auch die Stadt Wien dieses Zeichen als Wappen verliehen, und führt es bis heute. Aber auch ein Zusammenhang mit den Stadtfarben Regensburgs (zwei silberne Schlüssel auf Rot) wird vermutet – Heinrich II. Jasomirgott, der erste Dux Austriae (Herzog) hatte seine Residenz 1145 von Regensburg nach Wien verlegt.

### Von Babenberg zu Österreich

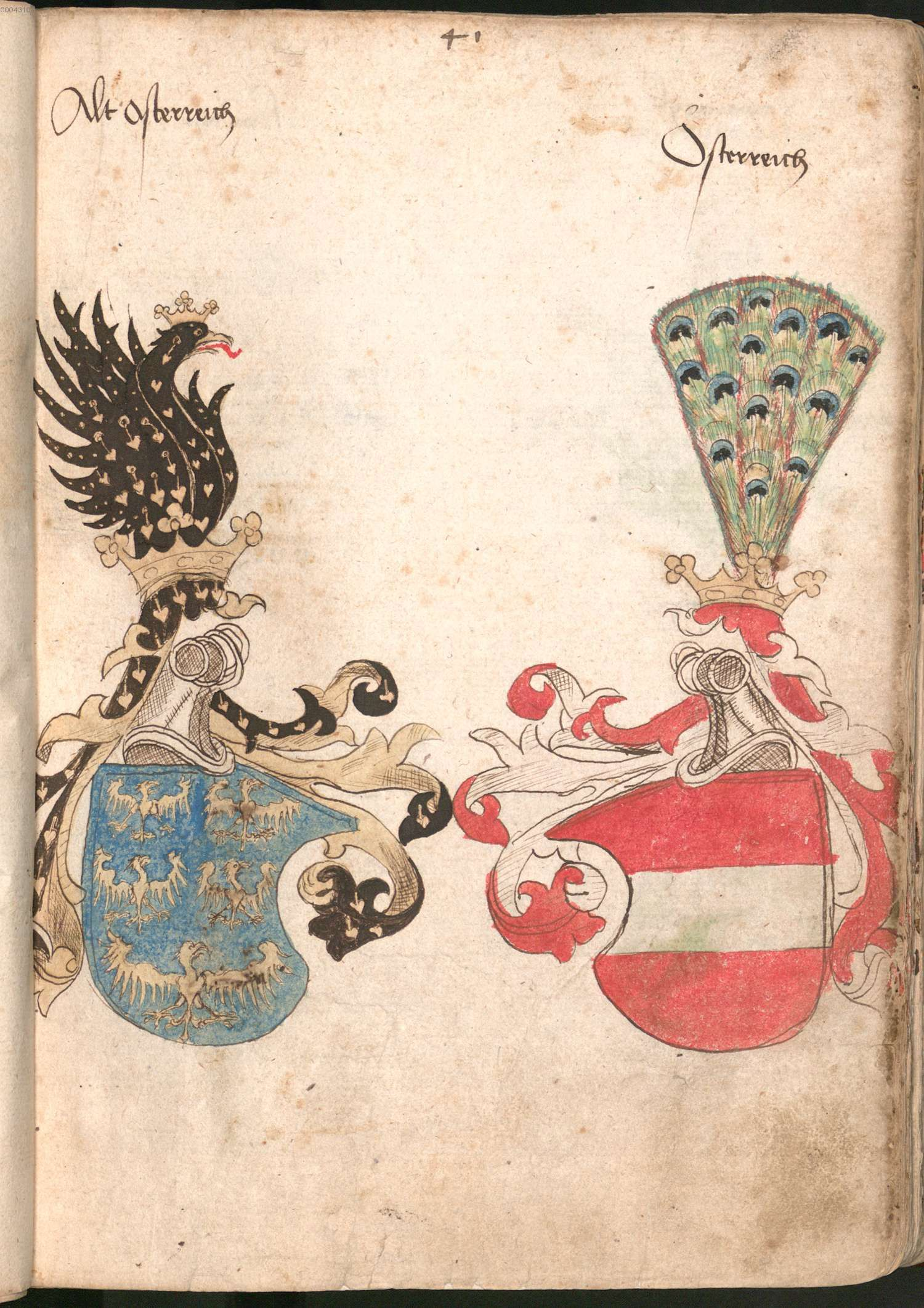
Darstellung von Altösterreich (Lerchenwappen) und Neuösterreich (Bindenschild), aus dem „Wernigeroder Wappenbuch“, 4. Viertel des 15. Jh.

Ursprünglich Babenbergisches Zeichen, werden die Farben bald Territorialzeichen der Besitzungen der Babenberger in der Marcha orientalis, der Mark im Osten Baierns (Ostmark).
Nach dem Aussterben der Babenberger 1246 in männlicher Linie zeigt schon das Siegel des Ottokar II. Přemysl (um 1232–1278), Herzog von Österreich ab 1251, den Bindenschild als Verweis auf seine ehelich babenbergischen Erbschaftsansprüche. 1254 ist das Siegel des Grafen Otto von Plain und Hardeck datiert, ebenfalls mit denselben Abzeichen – er zeigt auch die Helmzier aus Pfauenfedern, den Pfauenstoss, dessen Herkunft unklar ist, Ottokar Přemysl hingegen führt den böhmischen Adlerflug.
1340, in der Zürcher Wappenrolle festgehalten, führt das babenbergische Österreich schon den Bindenschild unter dem Pfauenstoss.
Aus unbekannten Gründen verdrängte der Bindenschild, als Neuösterreich, ab dem 15. Jahrhundert auch das Lerchenwappen mit den fünf Adlern (sogenannte „Lerchen“), das dann Altösterreich genannt wurde, als das Wappen der Habsburgischen Erblande.

### Von Österreich zu Habsburg
Das Hauswappen der Babenberger wurde auch von den Habsburgern als ihr Hauswappen verwendet, nachdem diese mit den Ländereien der Babenberger belehnt worden waren. Das dürfte schon auf Rudolf von Habsburg zurückgehen, den ersten römisch-deutschen König aus dem Hause Habsburg, der 1282 seine Söhne Albrecht und Rudolf mit den Herzogtümern Österreich, Steiermark, Krain und der Windischen Mark belehnte, und mit der Rheinfelder Hausordnung die Basis für die habsburgische Hausmacht in Österreich und die späteren Erblande legte. Dabei dürften die Habsburger – als aus der heutigen Schweiz stammend  – sich sehr wohl bewusst gewesen sein, als Fremdherrschaft empfunden zu werden, und versuchten ausdrücklich, an die Babenbergische Geschichte anzuknüpfen (etwa von der Familiengrablege der
Babenberger im Stift Heiligenkreuz um 1290 bis zum Babenbergerstammbaum um 1490). In der Folge nannte sich Habsburg auch Haus Österreich.
1325 setzte Friedrich der Schöne (1314–1330) den Bindenschild auf die Brust des Königsadlers und schuf somit die Stammform des heutigen Bundeswappen Österreichs.

## Verwendung

Verwendung des Bindenschildes auf Münzen und Briefmarken:
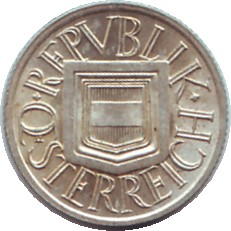
50-Groschen-Münze (1925–1938)
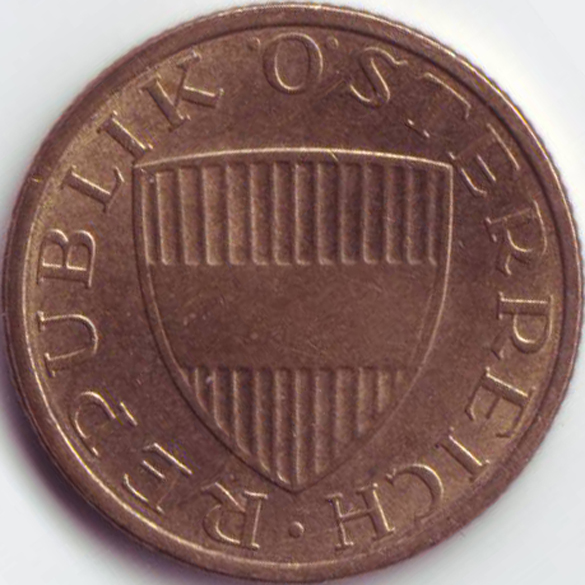
50-Groschen-Münze (1959–2001)

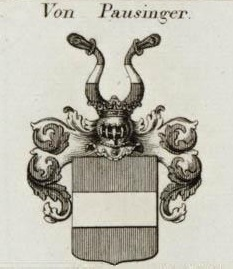
Bindenschild als Wappen der Familie von Pausinger

Der rot-weiß-rote Bindenschild wurde nicht nur durch die Babenberger und Habsburger und deren Zweige als Wappen geführt, sondern auch von vielen Gemeinden, Ortschaften und Landkreisen des Habsburgerreiches, um deren Zugehörigkeit zu symbolisieren. Mehrere Gemeinden in Österreich, Deutschland (vor allem im Bereich von Vorderösterreich) und sogar in Belgien (ehemalige österreichische Niederlande) führen weiterhin den Bindenschild als amtliches Wappen.
1816 erhob König Maximilian I. Joseph von Bayern die Familie Pausinger in den Adelsstand und verlieh ihr einen rot-weiß-roten Bindenschild als Wappen. Als Felix von Pausinger (1824–1893) um die Anerkennung seines bayerischen Adels in Österreich ersuchte, bestand das k.k. Innenministerium auf einer Änderung des Pausinger'schen Familienwappens und akzeptierte es erst, nachdem der Bindenschild infolge einer Wappenänderung 1857 nicht mehr als solcher erkennbar war.
Der Bindenschild findet sich auf der Brust des österreichischen Bundesadlers, im Landeswappen von Kärnten (schon aus Babenbergerzeit), im großen Wappen Baden-Württembergs (über Vorderösterreich) und in den Wappen der belgischen Provinzen Flämisch-Brabant und Lüttich (über die Österreichischen Niederlande). Ferner ist das Wappen des Fürsterzbistums Salzburg zu nennen.

Dynastische Verwendung:
Großherzogtum Würzburg
Wappen derer von Habsburg-Lothringen
von Österreich-Toskana
der Österreichischen Niederlande
von Österreich-Este

Verwendung während der Kaiserzeit:
Kleines Wappen der österreichischen Länder ab 1915: der Bindenschild auf der Brust des Doppeladlers, mit Rudolfskrone und Zepter (Reichskleinodien) – Cisleithanien
Kleines Wappen von Österreich-Ungarn (1916)
Triest (bis 1918)

Heutige Verwendung in Österreich:
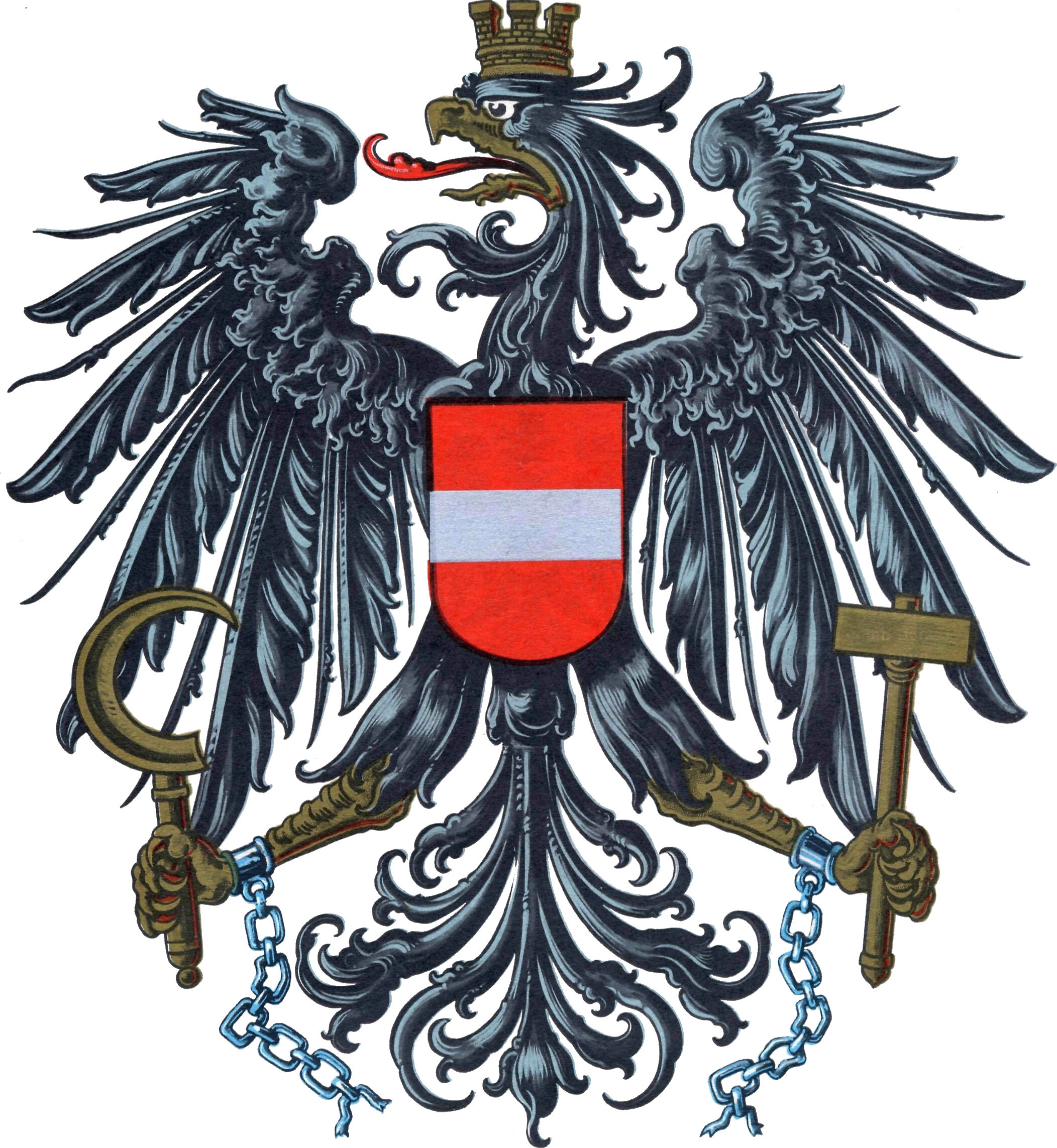
Wappen der Republik Österreich
Flagge Österreichs: hier Bundesdienstflagge und Militärflagge (das Bundeswappen auf der silbernen Binde); auch: Nationalflagge und Seeflagge (ohne Adler)
Landeswappen von Kärnten (in der linken Spaltung)
Landeswappen des Bundeslandes Salzburg

Andere Wappen, Österreich:
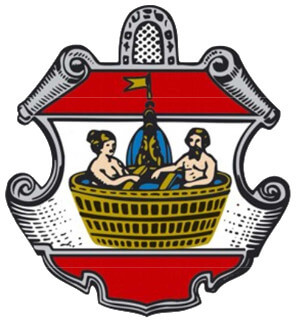
Baden (Niederösterreich) mit Badenden
Dornbirn, Vorarlberg (als Bekenntnis der Stadt zu den Habsburgern und klare Abgrenzung zu den benachbarten Hohenemser Grafen)
Enns, Oberösterreich (Kombination aus Steirischem Panther und Bindenschild -Georgenberger Handfeste-)
Freistadt, Oberösterreich
Friedberg, Steiermark
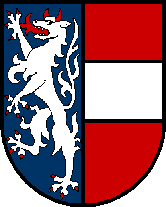
Garsten, Oberösterreich
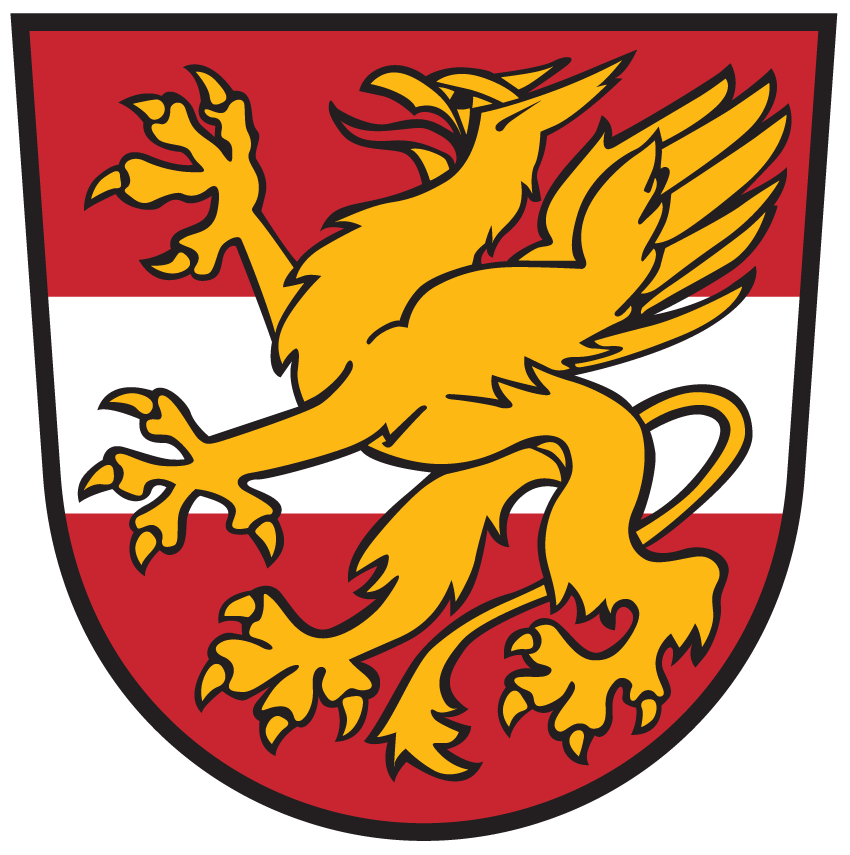
Greifenburg, Kärnten
Hallstatt, Oberösterreich
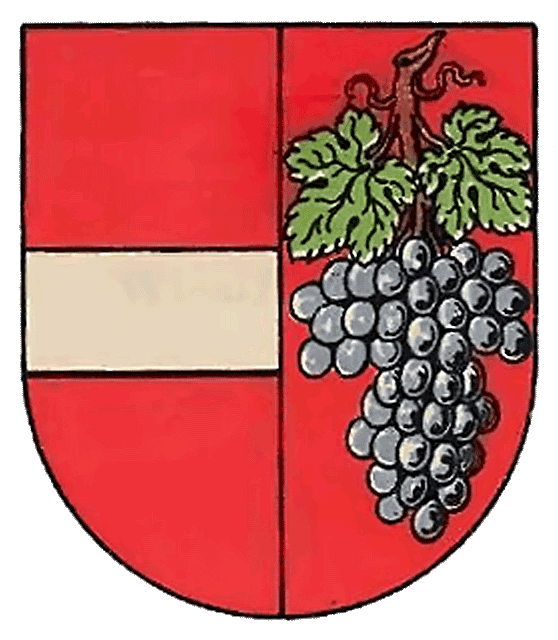
Hernals (Wiener Bezirksteil)
Imst, Tirol
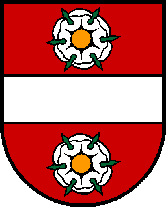
Kefermarkt, Oberösterreich
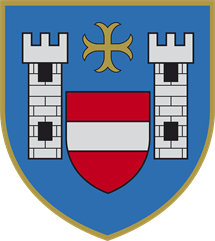
Laa an der Thaya, Niederösterreich
Laxenburg, Niederösterreich
Linz, Oberösterreich
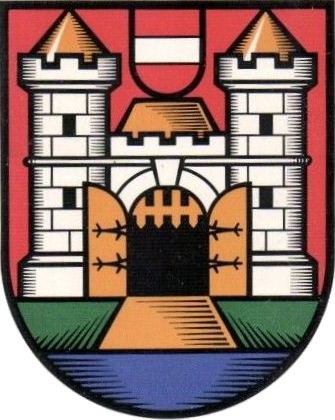
Linzer Wappen bis 1965
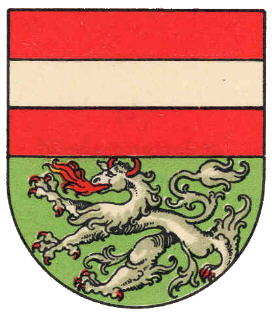
Mödling, Niederösterreich
Neuhofen an der Ybbs, Niederösterreich
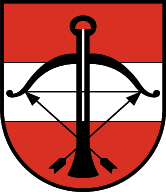
Neustift im Stubaital, Tirol
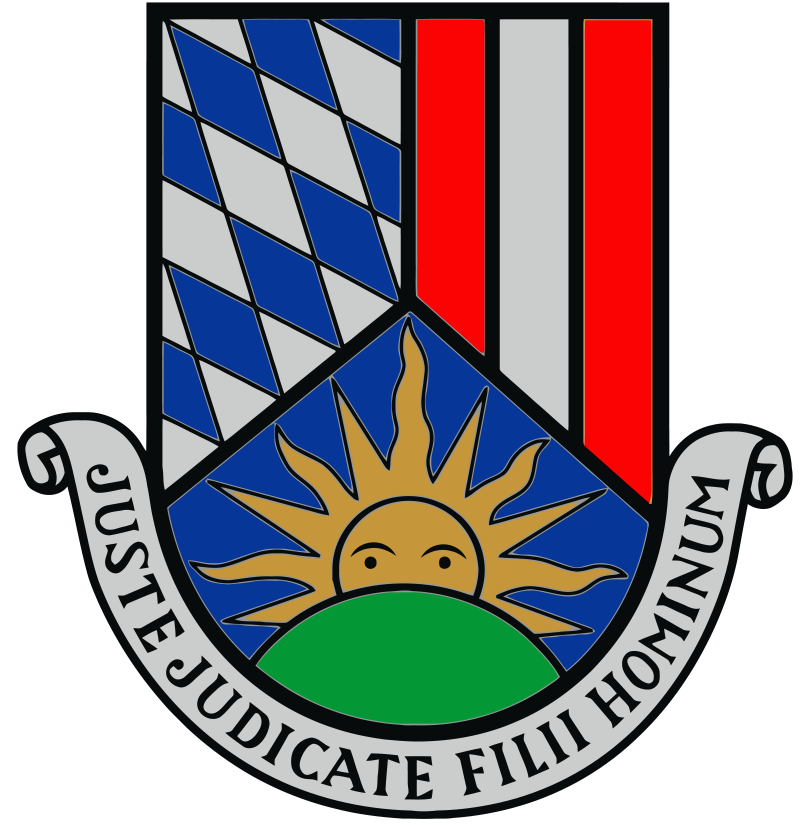
Ostermiething, Oberösterreich (Rauten: Verbundenheit zu Bayern)
Perchtoldsdorf, Niederösterreich
Reutte, Tirol
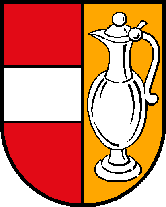
Schenkenfelden, Oberösterreich
Schwaz, Tirol
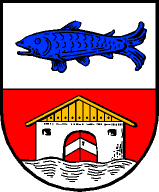
Seeham, Salzburg
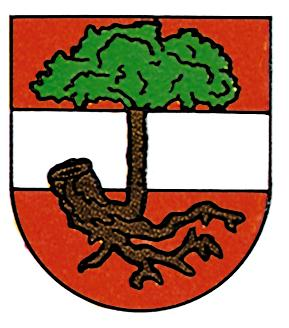
Stockerau, Niederösterreich
Tulln (zeigt den ursprünglichen Reiterschild mit ausgeprägter Binde, daneben das Reichsbanner)
Vöcklabruck, Oberösterreich Rot-weiß-rote Bindenschildchen (insgesamt neun) und zwei Fahnen
Wels, Oberösterreich
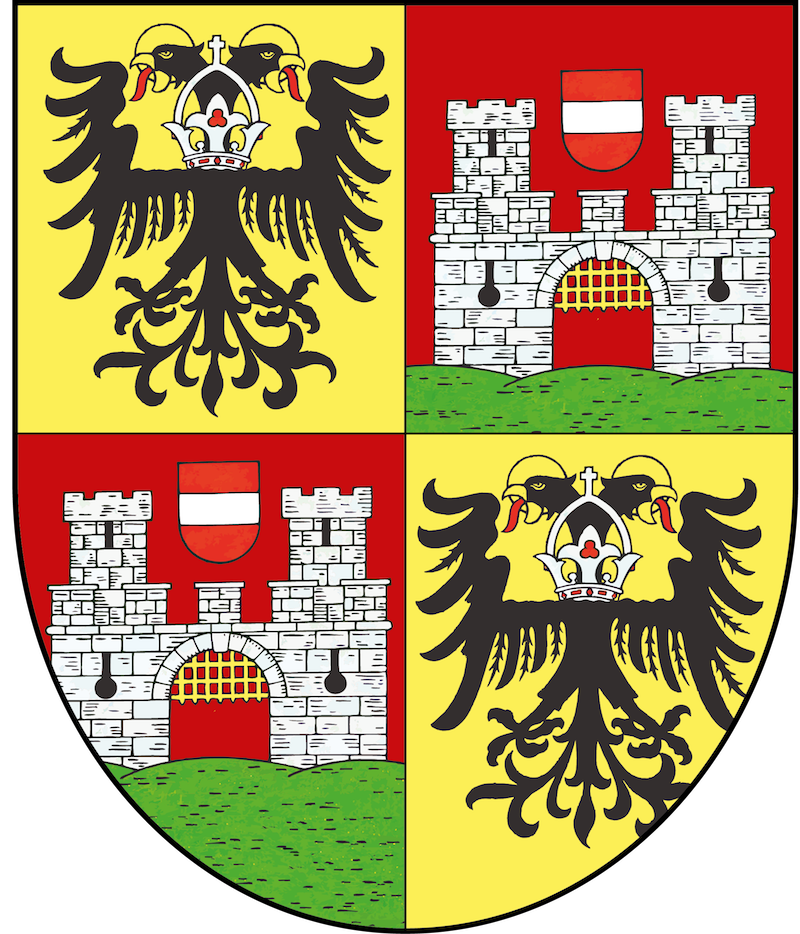
Wiener Neustadt, Niederösterreich
Zwettl-Niederösterreich

Andere Wappen, Südtirol:
Enneberg
Mals
Niederdorf

Andere Wappen, Deutschland und Schweiz (ehemaliges Vorderösterreich)  (Ausführliche Liste: Vorderösterreich#Historische Bedeutung)
Das Wappen von Vorderösterreich befindet sich als letztes der sechs kleinen Wappen heraldisch links oben auf dem großen Landeswappen Baden-Württembergs

Landkreis Breisgau-Hochschwarzwald
Landkreis Sigmaringen
Achern
Hohentengen (Oberschwaben)
Unlingen
Riedlingen
Altheim (bei Riedlingen) mit schildhaltendem Biber
Buchenbach, Breisgau-Hochschwarzwald – mit gewellter Binde
Günzburg, Bayern (bis 1812)
Zofingen, Aargau

Andere Wappen, Belgien und Luxemburg (ehemalige Österreichische Niederlande):
Provinz Flämisch-Brabant
Bouillon
Etterbeek
Löwen
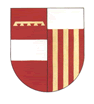
Rumst
Vianden
Wallendorf (Eifel)

Andere Wappen, Elsass (unter den Habsburgern):
Ensisheim
Thann

Andere Wappen, Tschechien:
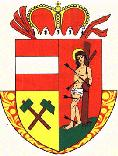
Hora Svatého Šebestiána
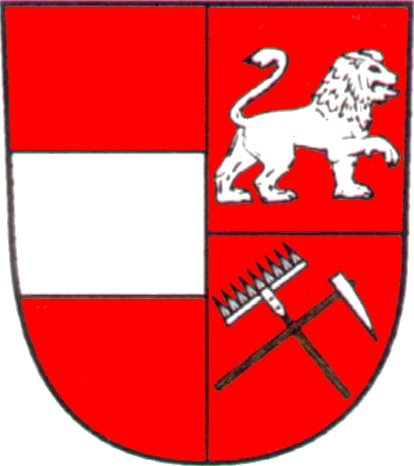
Horní Blatná
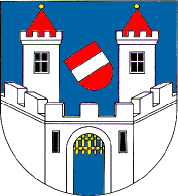
Roudnice nad Labem

Andere Wappen, Lettland:
Rēzekne
Valmiera

Briefmarke der ukrainischen Post
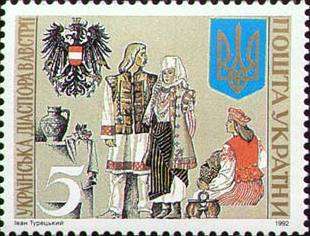
Die Sondermarke würdigt am 27. November 1992 die ukrainische Diaspora in Österreich